# Paracles nitida
Paracles nitida là một loài bướm đêm thuộc phân họ Arctiinae, họ Erebidae.